# Thích (họ người)
Thích (chữ Hán: 戚, Bính âm: Qi) là một họ của người Trung Quốc, họ này đứng thứ 33 trong danh sách Bách gia tính.

## Người Trung Quốc họ Thích nổi tiếng

### Trung đại
- Thích Tai (戚鳃), khai quốc công thần Tây Hán
- Thích phu nhân (戚夫人), sủng phi của Hán Cao Tổ
- Thích Kế Quang (戚继光), danh tướng thời nhà Minh

### Hiện đại
- Thích Bản Vũ (戚本禹), nhân vật thời Cách mạng Văn hóa
- Thích Mỹ Trân (戚美珍), diễn viên Hồng Kông
- Thích Vi (戚薇), nữ diễn viên
- Thích Kiến Quốc (戚建国), Thượng tướng, Phó Tổng tham mưu trưởng Giải phóng quân Nhân dân

## Nhân vật hư cấu
- Thích Thiếu Thương (戚少商), nhân vật trong tiểu thuyết Tứ đại danh bổ của Ôn Thụy An